# Brands Hatch
Brands Hatch egy versenypálya az angliai Kentben. 1964-től kezdve egészen 1986-ig minden páros számú évben itt rendezték a brit nagydíjat. Jelenleg is több nemzeti, illetve nemzetközi versenyt rendeznek a pályán.

## A pálya
A pályának kétféle variációját használják versenyzésre. A rövid 'Indy' változat 1,929 km hosszú, és egy természetes amfiteátrumban helyezkedik el (csakúgy, mint a Hungaroring), így szinte az összes lelátóról be lehet látni a pálya nagy részét. A 'Grand Prix' változaton (3,703 km) rengeteg izgalmas Formula–1-es versenyt tartottak. Ilyen például Jo Siffert és Chris Amon csatáját hozó 1968-as futam, vagy az 1985-ös nagydíj, ami a későbbi világbajnok Nigel Mansell első futamgyőzelmét hozta. A zajártalom miatt a megrendezett versenyek száma a hosszú változaton lecsökkent. Napjainkban a Túraautó-világbajnokság és az A1 Grand Prix látogat ide.
A 'Grand Prix' változat a Brabham egyenessel indul, ami enyhén kanyarodik és jelentős szintkülönbség is található. Ezt követi a Paddock Hill Bend. A jobbos kanyar nehézsége ellenére a pálya kevés előzési pontjainak egyike. A Druids Bend egy szűk hajtűkanyar, ami egy rövid emelkedő szakasz előz meg. A kanyar után a pálya lejteni kezd és a Graham Hill Bendre, illetve a Cooper egyenesre jutunk, ami párhuzamos a célegyenessel. Az egyenest követően a pálya szintje ismét emelkedik, és a szűkülő Surtees kanyarra jutunk, ami a pálya leggyorsabb szakaszára vezet: a Pilgrim Drophoz illetve a Hawthorn Hillhez. A Hawthorn Hillt követő kanyarok már a pályát övező erdőben találhatók. A jobbosok jellemzője, hogy általában középgyorsak. A Stirlings Bendet követő Clearways visszavezet az 'Indy' pályára és a Jim Clark kanyar visszavezet a célegyenesre.

## Nagydíjak
| Év   | Versenyző          | Csapat            | Összefoglaló |
| ---- | ------------------ | ----------------- | ------------ |
| 1986 | Nigel Mansell      | Williams-Honda    | Összefoglaló |
| 1985 | Nigel Mansell      | Williams-Honda    | Összefoglaló |
| 1984 | Niki Lauda         | McLaren-TAG       | Összefoglaló |
| 1983 | Nelson Piquet      | Brabham-BMW       | Összefoglaló |
| 1982 | Niki Lauda         | McLaren-Cosworth  | Összefoglaló |
| 1980 | Alan Jones         | Williams-Cosworth | Összefoglaló |
| 1978 | Carlos Reutemann   | Ferrari           | Összefoglaló |
| 1976 | Niki Lauda         | Ferrari           | Összefoglaló |
| 1974 | Jody Scheckter     | Tyrrell-Cosworth  | Összefoglaló |
| 1972 | Emerson Fittipaldi | Lotus-Cosworth    | Összefoglaló |
| 1970 | Jochen Rindt       | Lotus-Cosworth    | Összefoglaló |
| 1968 | Jo Siffert         | Lotus-Ford        | Összefoglaló |
| 1966 | Jack Brabham       | Brabham           | Összefoglaló |
| 1964 | Jim Clark          | Lotus-Climax      | Összefoglaló |